# Walwy
Walwy (łac. valvae, l. poj. valva) – w entomologii – część aparatu kopulacyjnego niektórych owadów (samce chruścików, samice ważek) lub wargi pokładełka motyli, a u wciornastków jest to zakończenie pokładełka. Walwy w poszczególnych taksonach przyjmują różny kształt.